# Ricomincio da nudo
Ricomincio da nudo (Naked) è un film del 2017 diretto da Michael Tiddes.
Pellicola di produzione statunitense sceneggiata da Rick Alvarez, Cory Koller e Marlon Wayans.
L'opera, parodia del film Ricomincio da capo, è stata distribuita in tutto il mondo da Netflix l'11 agosto 2017.

## Trama
Rob Anderson è un supplente che lavora per due giorni a settimana in una prestigiosa scuola e che riceve, sempre dallo stesso istituto, un'offerta di lavoro per essere assunto a tempo pieno ma è riluttante a prendere quell'impegno a lungo termine. Nel tardo pomeriggio dello stesso giorno lui e la sua fidanzata, la dottoressa Megan Swope, volano a Charleston, nella Carolina del Sud, per le prove del loro matrimonio programmato per l'indomani. Il padre di Megan è un potente uomo d'affari che, disapprovando Rob, ha deciso d'invitare al matrimonio Cody, l'ex fidanzato di successo di Megan. In serata, dopo le prove per il matrimonio, Rob esce a bere con il suo miglior amico, Benny, solo per risvegliarsi il giorno del matrimonio completamente nudo in un ascensore di un hotel lontano dalla chiesa. Nel tentativo di arrivare in tempo alla cerimonia (già incominciata) intraprende una corsa completamente nudo per la strada che lo porta a essere arrestato ma a un'ora dal suo risveglio, precisamente a quando suona la campana della chiesa in cui dovrebbe svolgersi il matrimonio, viene rispedito indietro nello spazio-tempo risvegliandosi di nuovo nello stesso ascensore; Rob si rende conto di essere bloccato in un loop temporale che lo porta a rivivere la medesima ora.
Nel disperato tentativo di portare a termine il matrimonio Rob si adatta gradualmente alla sua situazione. Quando, però, viene a sapere che nessun matrimonio in quella chiesa è mai stato cancellato e che le campane non hanno mai mancato la loro puntuale sonata conclude che il ciclo nel quale sta vivendo è merito di una volontà divina. Nel corso dei suoi cicli temporali Rob trova diversi modi per ottenere dei vestiti e per arrivare in chiesa in tempi ragionevoli; ottiene la fiducia di un duo di poliziotti, di una banda di motociclisti e del cantante Brian McKnight; scopre che Cody sta pianificando l'acquisizione ostile della compagnia di Reginald; ha delle significative conversazioni con sua madre, Megan e Reginald. Inoltre scopre che l'atipica situazione nella quale si è ritrovato in ascensore è dovuta a Vicky, damigella di Megan, che per gelosia nei suoi confronti, dopo aver fallito nel tentarlo con una escort, tale Callie, lo ha rapito e bloccato in quell'ascensore.
Durante l'ultimo ciclo Rob chiede aiuto al solito duo di poliziotti per correre attraverso la città scortato dalla banda di motociclisti. Chiama Callie, ancora nella sua camera d'albergo nella quale lo aveva aiutato a scrivere il discorso nuziale, per invitarla al matrimonio e per farle portare il suo abito dall'hotel alla chiesa. Durante la cerimonia rivela la scalata azionaria di Cody e riesce a ritorcere contro Vicky la sua stessa strategia guadagnando l'approvazione di Reginald. Una volta sposata Megan le dice che vuole accettare il lavoro d'insegnante a tempo pieno per avere una vita stabile e solida con lei.

## Produzione
Il 21 settembre 2016 venne annunciato che Marlon Wayans e Regina Hall avrebbero recitato nel film mentre le riprese sono iniziate il 17 ottobre 2016; tre giorni prima che Cory Hardrict si unisse al cast.

## Accoglienza

### Critica
Ricomincio da nudo ha ricevuto recensioni generalmente negative da parte della critica specializzata in particolar modo sul tipo di umorismo utilizzato. L'opera ha ricevuto lo 0% di giudizi positivi sull'aggregatore di recensioni Rotten Tomatoes con un voto medio di 3.28/10 mentre su Metacritic, che utilizza una media ponderata, ha ottenuto un voto di 34/100 su una base di 4 critici.
Mike D'Angelo di The A.V. Club riguardo all'opera ha detto: «Per molti "Ricomincio da capo" si qualifica come una commedia quasi perfetta. Ma a quanto pare, ci sono alcune persone altamente motivate là fuori che pensano sarebbe molto più divertente se la persona bloccata in un infinito ciclo spazio-temporale fosse relegata a correre costantemente in giro col culo nudo e con le mani a coprirne il pene» e «Il problema dell'opera è che la premessa è idiota nell'intenzione di rifare "Ricomincio da capo" in una versione nudista; Perché?» concludedo che il film «È così preso dall'idea stessa della nudità che spreca gran parte delle sue energie negli sforzi di Rob (il protagonista) nel trovare dei vestiti».
Cody Schmitz di Decider ha dichiarato che: «L'opera chiaramente non si preoccupa di creare un mondo realistico puntando solo su Wayans nudo in un ascensore magico». Renee Schonfeld di Common Sense Media ha definito il film: «Una commedia di basso livello con azione, parolacce e nudità parziali».